# Magnus Kleine-Tebbe

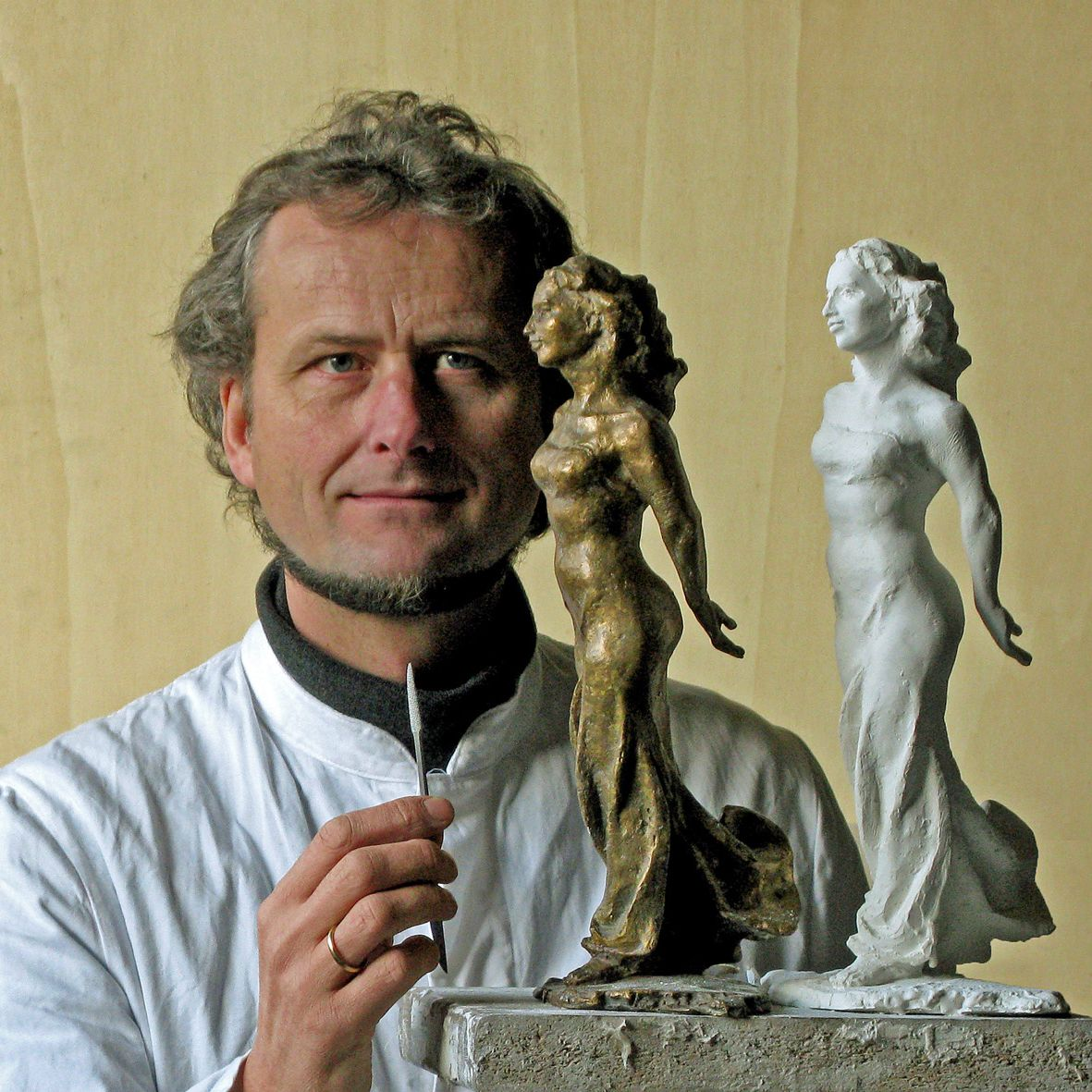
Magnus Kleine-Tebbe

Magnus Kleine-Tebbe (* 4. Mai 1966 in Bremen) ist ein deutscher Bildhauer. Seine Werke sind dem Stil des Realismus verpflichtet.

## Leben
Nach einem Berufspraktikum in der Kunstgießerei Lenz und Jahn, Nürnberg, begann Kleine-Tebbe 1988 ein Studium der Freien Bildhauerei an der Akademie der Bildenden Künste Nürnberg; er wurde in die Bildhauerklasse von Christian Höpfner aufgenommen. 1990 wechselte er in die Klasse zu Wilhelm Uhlig und beendete bei ihm 1993 erfolgreich sein Studium als Meisterschüler mit der Note sehr gut.
Gefördert durch das Evangelische Studienwerk war Kleine-Tebbe von August 1993 für zehn Monate Gaststudent am Marmorlaboratorio SGF Scultura der Accademia di Belle Arti di Carrara, Italien. Von 1994 bis 2000 arbeitete Kleine-Tebbe als wissenschaftlicher Mitarbeiter am Institut für Elementares Formen bei Jürgen Weber im Fachbereich Architektur an der Technischen Universität Braunschweig.
2001 begann Kleine-Tebbe seine freischaffende, bildhauerische Tätigkeit. Als Dozent lehrte er währenddessen am Bildungszentrum für das Steinmetz- und Bildhauerhandwerk Königslutter in den Fächern Freihandzeichnen, Modellieren und Gestalten, ab 2006 auch im Fachgebiet Baustilkunde. Es folgte ein Lehrauftrag für Freihandzeichnen in den Fächern Architektur, Bautechnik und Industriedesign an der Hochschule für Bildende Künste Braunschweig.

## Wirken

Laodizea (2000) in Braunschweig

Seit 1991 entwirft und führt Magnus Kleine-Tebbe figürliche Skulpturen und Plastiken aus. Seine Werke basieren auf einem christlich-humanistischen Welt- und Menschenbild. Inspiration findet er in der antiken Mythologie und in biblischen Themen. Im öffentlichen Raum von Braunschweig und Region finden sich zahlreiche Werke für Städte, Dörfer, Kirchengemeinden und Unternehmen.
Kleine-Tebbe gilt als exzellenter Zeichner. Er beherrscht Techniken subtraktiver wie auch additiver Arbeitsprozesse, zu erkennen an der unterschiedlichen Verwendung von Materialien für seine Skulpturen: Holz, Stein, Bronze, Stahl und Terracotta, Gips, Beton. Seinen Werken gehen detaillierte Studien in Form von Zeichnungen und Ton- oder Gipsmodellen voraus.
Experimente mit Materialien wie z. B. Glasfaser in Beton, die Aneignung neuer Techniken und deren Weiterentwicklung sind Magnus Kleine-Tebbe Antrieb; so entwickelt er ein dauerelastisches Marmorplastilin in drei Härtestufen zur Herstellung gegenständlicher Modellstudien. Die Vermittlung von Techniken wie Sehen und Zeichnen an die folgende Generation von Bildhauern und Steinmetzen ist ihm ein Anliegen.
Für seine Heiligenskulpturen auf dem Turm der Stadtkirche St. Martinus in Nottuln erhielt Magnus Kleine-Tebbe 2015 den zweiten Preis im Bereich „Restaurierung, Konservierung“ des Peter-Parler-Preises der Deutschen Stiftung Denkmalschutz.

## Werke im öffentlichen Raum
- Muschelkalkskulptur „Madonna mit Kind“, Weinberg Würzburger Stein, Würzburg, 1994
- Chorkruzifixe und zwei Altarleuchter, Ev. Kirche Petri-Johannes, Waggum bei Braunschweig, 1995
- Bronzefigur „Bathseba“ im Foyer des Audi Max, Technische Universität Braunschweig, 1999
- Bronzeskulptur „Maria mit Taube“, Ev. Kindergarten Isenbüttel, 2000
- Reliefwand „Himmelsblick“, Comenius-Schule, Braunschweig, 2000
- Marmorskulptur „Laodizea“, Auftragsarbeit für die Technische Universität Braunschweig, 2000
- Steinskulptur „Januskopf“ im Querumer Forst, Braunschweig 2001
- Stein-Ensemble (Gedenkbrunnen) zum 850-jährigen Bestehen von Querum, 2001
- Steingruppe „Hesekiel Schafe“, Korallenoolith in Nienhagen, 2002
- Gedenktafel, Bronze, für den Begründer der Homöopathie Samuel Hahnemann, Braunschweig, 2003
- „Rut und Boas“, Wolfsburg-Vorsfelde, Firmengebäude der GEWO in der Sudammsbreite 36
- Standbildnis in Serpentinit von Curt Mast für Mast-Jägermeister im neuen Firmensitz in Wolfenbüttel, 2006
- Tiergruppe in Korallenoolith zum Jubiläums 1000 Jahre Waggum, 2007
- Steinstele mit Wappenschiff aus Sandstein zum Jubiläum 1000 Jahre Melverode
- Arrangement und Gestaltung des Neptunbrunnens vor der Orangerie in den Herrenhäuser Gärten, 2008
- Osterleuchter für den Hauptaltar in der evangelischen Barockkirche St. Trinitatis in Wolfenbüttel, 2008
- „Jakob A.T.“; großes Steinportrait an der St. Martini, Braunschweig, 2008
- Begegnungsbrunnen, Friedhof Denstorf, 2008
- Johannesfigur in Terracotta in der kath. St. Johannes-Kirche; Bottrop-Boy, 2008
- Bathseba in Ziegelbeton, DRK-Klinikum Krankenhaus Köpenick, Berlin, 2008
- Simson himmelwärts, Steinportrait, St. Martini, Braunschweig, 2009
- Offizielle Weihnachtsmarktkrippe, Auftrag durch das Stadtmarketing Braunschweig, 2010
- Eichenholzskulptur „Solus Jesus Christus“ an der Kirche St. Katharinen, Braunschweig, 2012[6]
- Vier lebensgroße Sandsteinfiguren in Obernkirchner Sandstein für den Turm der kath. St. Martinus-Kirche in Nottuln (Westfalen), 2013/13
- „Solus Christus“: Lebensbaumchristus, Sandsteinskulptur am Bienroder See in Braunschweig, Beauftragung durch die Karin und Joachim Prüsse Stiftung, 2014[7]
- Künstlerische Leitung bei der Rekonstruktion und Neuanfertigung von vier überlebensgroßen Brunnenskulpturen in Schönebeck an der Elbe. Eigenhändige Ausführung des Salzbergmannes und der Allegorie der Elbe, 2015[8]
- „Sola Fide“: Engel des Glaubens, Skulptur aus Korallenoolith am kleinen Fallstein bei Hornburg, Beauftragung durch die Karin und Joachim Prüsse Stiftung, 2015[9]
- Erinnerungsskulptur zum Gedenken an die Euthanasieopfer 1943 für den Dorfplatz von Neuerkerode, 2016[10]
- „Sola Scriptura“: das Antlitz der Bibel, Skulptur aus Carrara-Marmor nördlich von Salzgitter-Lesse, Beauftragung durch die Karin und Joachim Prüsse Stiftung, 2016
- Hopfenfee, Baumskulptur, Hornburg bei Willeckes Lust, im Auftrag des Gasthauses, 2017[11]
- „Alte Landwehr in Rühme“ Platzgestaltung mit großem liegenden Steinrelief der alten Zollstation in Rühme, Thüster Kalkstein, Kultur- und Förderverein Rühme e.V, 2017
- „Sola Gratia“: die gnädige Hand Gottes mit seinen Geschöpfen, Skulptur aus französischem Muschelkalk und Anröchter Stein, Beauftragung durch die Karin und Joachim Prüsse Stiftung, 2017
- Eichenholzskulptur „Solus Jesus Christus“ vor dem Hauptbahnhof Braunschweig positioniert, Ausstellung der Entwurfsmodelle und Zeichnungen in der Bahnhofshalle, 2013[12]

## Ausstellungen (Auswahl)
- „Hannover Gallery“, Galerie Bruno Bruni, Hannover 2007
- Werkschau 1994–2009, in der Jakob-Kemenate, St.-Martini-Kirche und im Amtsgericht, Braunschweig 2009